# Tequesta
Tequesta es una villa ubicada en el condado de Palm Beach en el estado estadounidense de Florida. En el Censo de 2010 tenía una población de 5629 habitantes y una densidad poblacional de 965,94 personas por km².

## Geografía
Tequesta se encuentra ubicada en las coordenadas 26°57′54″N 80°6′48″O / 26.96500, -80.11333. Según la Oficina del Censo de los Estados Unidos, Tequesta tiene una superficie total de 5.83 km², de la cual 4.72 km² corresponden a tierra firme y 1.1 km² (18.93 %) es agua.

## Demografía
Según el censo de 2010, había 5629 personas residiendo en Tequesta. La densidad de población era de 965,94 hab./km². De los 5629 habitantes, Tequesta estaba compuesto por el 95.83 % blancos, el 0.57 % eran afroamericanos, el 0.12 % eran amerindios, el 1.3 % eran asiáticos, el 0.02 % eran isleños del Pacífico, el 1.1 % eran de otras razas y el 1.07 % pertenecían a dos o más razas. Del total de la población el 6.06 % eran hispánicos o «latinos» de cualquier raza.